# Aval
Aval este poziția topografică a oricărui punct situat în josul unei văi, curs de apă sau canal față de un punct de referință. „În aval” înseamnă mai aproape de vărsare, de punctul de confluență a două fire de apă ori canale sau de punctul terminus al unei aducțiuni gravitaționale.